# Kim Hyon-hui
Kim Hyon-Hui (hangul : 김현희, hanja : 金賢姬 ; aussi appelée Ok Hwa) est une ancienne agent secret nord-coréenne née le 27 janvier 1962 à Kaesong. Elle est responsable de l'attentat à la bombe du Vol 858 Korean Air le 29 novembre 1987, où 115 personnes ont péri.

## Biographie
Le père de Kim Hyon-Hui était diplomate, ce qui explique que la famille ait vécu quelque temps à Cuba. Kim était une excellente étudiante, et ses activités extra-scolaires étaient brillantes. Elle a tout d'abord suivi des cours pour être actrice, et a tenu, dans le premier film nord-coréen en Technicolor le rôle d'une petite fille dont la famille émigrait en Corée du Nord pour échapper à la pauvreté de la Corée du Sud. Après avoir obtenu son diplôme de l'école secondaire, elle partit au collège des langues étrangères de Pyongyang où elle étudia le japonais. Elle venait juste de commencer ses études lorsqu'elle fut mise sur écoute pour espionnage.

## Entraînement
Lorsqu'elle rejoint l'agence d'espionnage nord-coréenne, elle prit pour nom Ok Hwa et fut envoyée dans un camp en dehors de Pyongyang où elle se forma techniquement pendant sept ans.
Son entraînement comprenait les arts martiaux, le fitness, et le japonais pendant trois ans. Elle pouvait soulever jusque 65 kg et pratiquait le karaté.
L'enseignant de japonais de Kim était Yaeko Taguchi, un des nombreux Japonais enlevés par la Corée du Nord. Plus tard, Kim a affirmé que Taguchi était connue sous le nom de Lee Eun-hye (李恩惠, 리은혜),,.
Kim a étudié le chinois en Chine, puis a été autorisée à voyager en Europe avec un homme plus âgé qu'elle, qu'elle connaît sous le nom de Kim Seung-Il (金勝一).

## Le vol 858 de Korean Air
En 1987, Kim a reçu l'ordre de faire exploser le vol KAL 858. Cet ordre serait venu directement de Kim Jong-Il. Il lui a été dit que si elle réussissait, elle pourrait rentrer au pays et vivre en famille sans plus jamais travailler en tant qu'agent. Son partenaire fut Kim Seung-Il, qui se remettait d'une opération à l'estomac.
Elle a voyagé avec un faux passeport japonais sous le nom de Mayumi Hachiya (蜂谷 真由美), tandis que Kim Seung-Il, qui s'est fait passer pour son père, a utilisé le nom de Shinichi Hachiya (蜂谷 真一). Ils sont tous deux partis en Europe, pour rencontrer un autre agent nord-coréen à Budapest, lequel leur a fourni le matériel pour remplir leur mission. Une fois qu'ils ont laissé la bombe dans le compartiment à bagages du vol KAL 858, ils ont débarqué à Abu Dhabi et sont partis à Bahreïn. Les deux terroristes ont été appréhendés à Bahreïn à la suite de la découverte de leurs faux passeports. Kim Seung Il a avalé une pastille de cyanure cachée dans une cigarette et il est décédé. Kim Hyon-Hui s'est fait prendre par un policier alors qu'elle s'apprêtait à avaler le poison. Elle a été hospitalisée, puis interrogée.
Elle dit tout d'abord qu'elle s'appelait Pai Chui Hui, qu'elle était orpheline, du nord de la Chine, et qu'elle voyageait avec un homme japonais plus âgé qu'elle. Elle a nié avoir des relations sexuelles avec son partenaire. Cependant, son accent n'était pas celui du nord de la Chine. Après que Bahreïn fut sûr qu'elle était nord-coréenne, elle fut envoyée à Séoul sous garde rapprochée.
Selon un témoin du Conseil de sécurité des Nations unies, elle est sortie à plusieurs reprises de sa cellule pour constater la prospérité de Séoul. Au Nord, on lui avait dit que le Sud était corrompu et pauvre. On lui dit aussi que si elle se faisait capturer, elle serait torturée. Cependant ses ravisseurs l'ont traitée dignement.
Pendant huit jours, elle affirma être Chinoise et vivre au Japon. Cependant, après avoir réalisé que les propos sur la Corée du Sud étaient faux, elle admit qu'elle était en réalité de nationalité nord-coréenne et avoua les détails de son rôle dans l'attentat à la bombe du vol 858, ainsi que l'implication personnelle de Kim Il-sung.

## Conclusion
Pour son rôle dans l'attentat à la bombe du vol KAL 858, Kim a été condamnée à mort le 25 avril 1989 par le tribunal de Séoul, puis a finalement été graciée par Roh Tae-woo, considérant que le gouvernement nord-coréen était corrompu et que Kim avait subi un lavage de cerveau. Elle écrit son autobiographie Dans la fosse aux tigres  (The Tears of My Soul) (en) et en donna les revenus aux familles des victimes.
Dans une interview au Washington Post, elle a dit croire que cet attentat était nécessaire pour la réunification de la péninsule. Cependant, la prospérité de Séoul lui fit réaliser qu'elle avait « commis le crime de tuer des compatriotes ».
Kim vit cachée et sous protection, par peur de représailles, aussi bien des familles des victimes que de la Corée du Nord qui l'a assimilée à une traîtresse.
En décembre 1997, elle épouse son garde du corps, un ancien agent des services secrets sud-coréens.